# 松井卓治
松井 卓治（まつい たくじ、1888年（明治21年）6月6日 - 1978年（昭和53年））は、大正から昭和期の医師、政治家。長野県飯田市長。

## 来歴
長野県下伊那郡飯田町（現飯田市）で、松井敦、光子の息子として生まれた。旧制飯田中学（現長野県飯田高等学校）を経て、1926年（大正元年）10月、旧制千葉医学専門学校を卒業。同年、一年志願兵として歩兵第60連隊に入隊し、2年後に陸軍三等軍医として除隊。東京江東病院小児科医局に勤務する。1916年（大正5年）飯田に戻って兄が経営する医院に小児科医として勤め、1930年（昭和5年）兄の死去により医院を承継し、内科小児科医院を経営した。1942年（昭和17年）から1947年（昭和22年）まで飯田市医師会長に在任。1948年（昭和23年）長野県公安委員、1951年（昭和26年）同委委員長、長野県司法保護司選衝委員などを歴任した。
1955年（昭和30年）5月、飯田市長選挙に当選し、1968年（昭和43年）10月まで務めた。長野県市長会長も務めた。在任中は昭和の大合併による下伊那郡7村との新設合併を実現した。

## 栄典
- 1966年（昭和41年）勲五等双光旭日章・紺綬褒章[1]
- 1972年（昭和47年）飯田市名誉市民[1][3]